# 月に沈む
『月に沈む』（つきにしずむ）は、2002年10月26日に公開された日本映画および、日本の女性歌手・浜崎あゆみが同年11月13日にリリースしたDVD。
浜崎あゆみの歌手デビュー後としては初の女優業で、初主演映画。28thシングル「Voyage」をもとにした短編映画（ミュージック・フィルム）として行定勲が監督、脚本を務めた。2002年10月26日から11月4日までの10日間、東京・渋谷パルコパート3内シネクイントにて限定公開された。

## あらすじ
精神病院に入院している少女・みなもは、同じ夢で毎晩うなされていた。彼女は夢の中では「かがり」という名前を名乗り、古代儀式の生贄として湖に沈められようとしていた。そこへ彼女を救おうと現れた青年・尊臣との運命を描く。

## キャスト
- みなも/かがり：浜崎あゆみ
- 昭午/尊臣：伊勢谷友介
- 空蝉：中村久美
- 佐古：香川照之
- 主道（精神科医）：糸井重里
- 医師助手：岩下政之

## スタッフ
- 監督・脚本：行定勲
- 製作総指揮：松浦勝人
- プロデューサー：冨田恭通、山口順久
- 撮影：篠田昇
- 音楽：CMJK、MOKU
- キャスティング：畠中基博、佐藤あゆみ
- 照明：中村裕樹

## DVD

### 解説
映画の公開終了から約1週間後、DVDがリリースされた。なお、VHSはレンタルのみのリリースである。

### 収録内容
1. 長編ミュージックフィルム「月に沈む」

特典映像
1. PVクリップ「Voyage」
2. 「Making 月に沈む」